# Almequelle
Koordinaten: 51° 26′ 56″ N, 8° 37′ 22″ O
Die Almequelle bzw. die Almequellen im nordrhein-westfälischen Hochsauerlandkreis ist die beim Briloner Stadtteil Alme gelegene Karstquelle des 59,1 Kilometer langen Lippe-Nebenflusses Alme.

## Lage
Der Quellteich der Alme – sowie die wenig höhergelegenen Einzelquellen – befindet sich auf einer Höhe zwischen 320,9 m ü. NHN und 322,5 m ü. NHN, wenige Meter oberhalb des Teiches entspringen noch weitere Almequellen, darunter die Quelle Nr.1. Die Almequellen befinden sich etwa 0,66 Kilometer (jeweils Luftlinie) südsüdwestlich der Almer Kirche, 0,73 Kilometer südwestlich vom Forsthaus Moosspring mit den dortigen Moospringquellen, und 1,9 Kilometer nordwestlich von Nehden.
Die Alme verlässt den Quelltopf schon als rund fünf Meter breiter Fluss.

## Quellbeschreibung

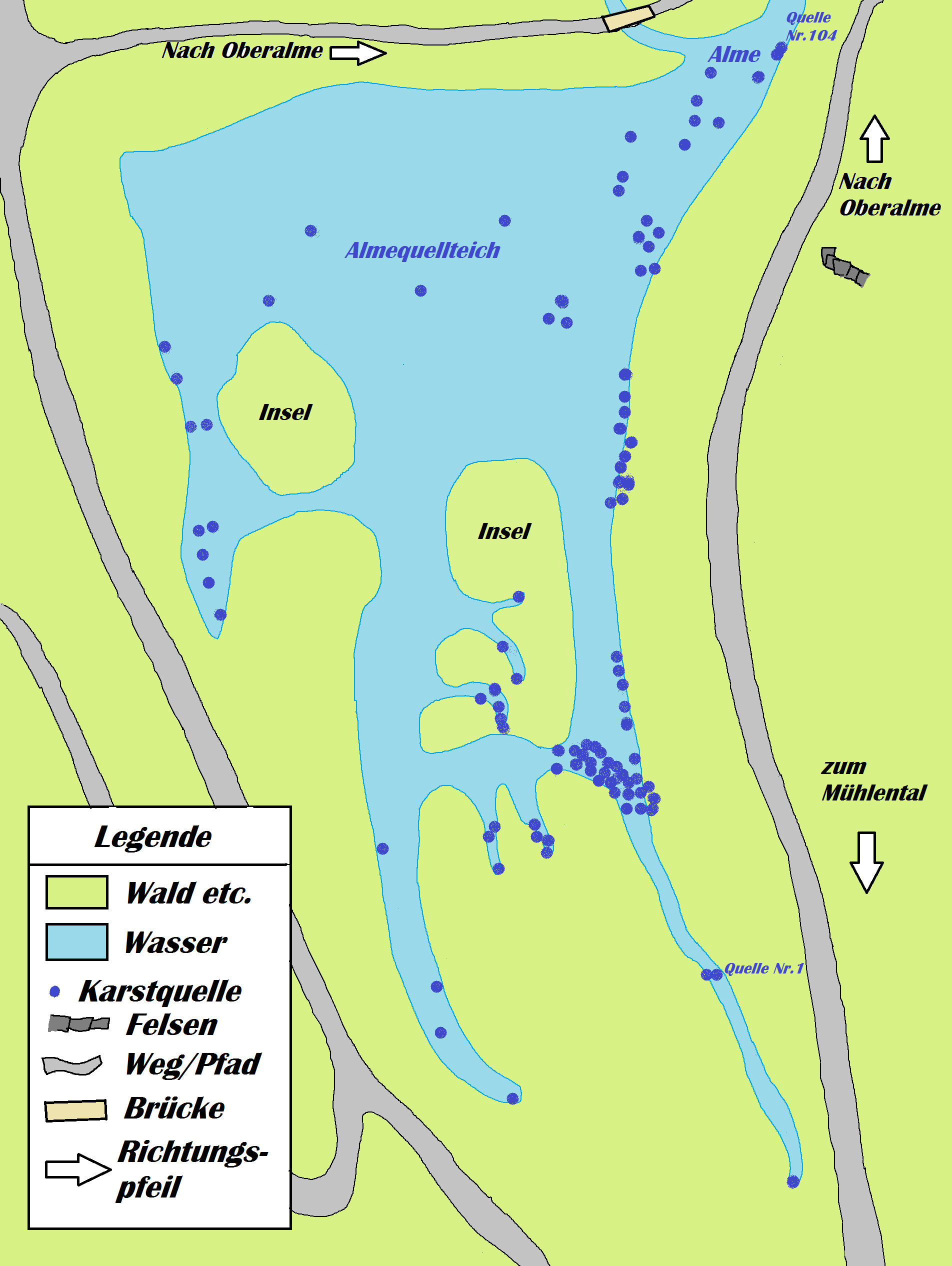
Grobe Karte des Almequellgebiets mit Quelltopf bei Brilon-Oberalme

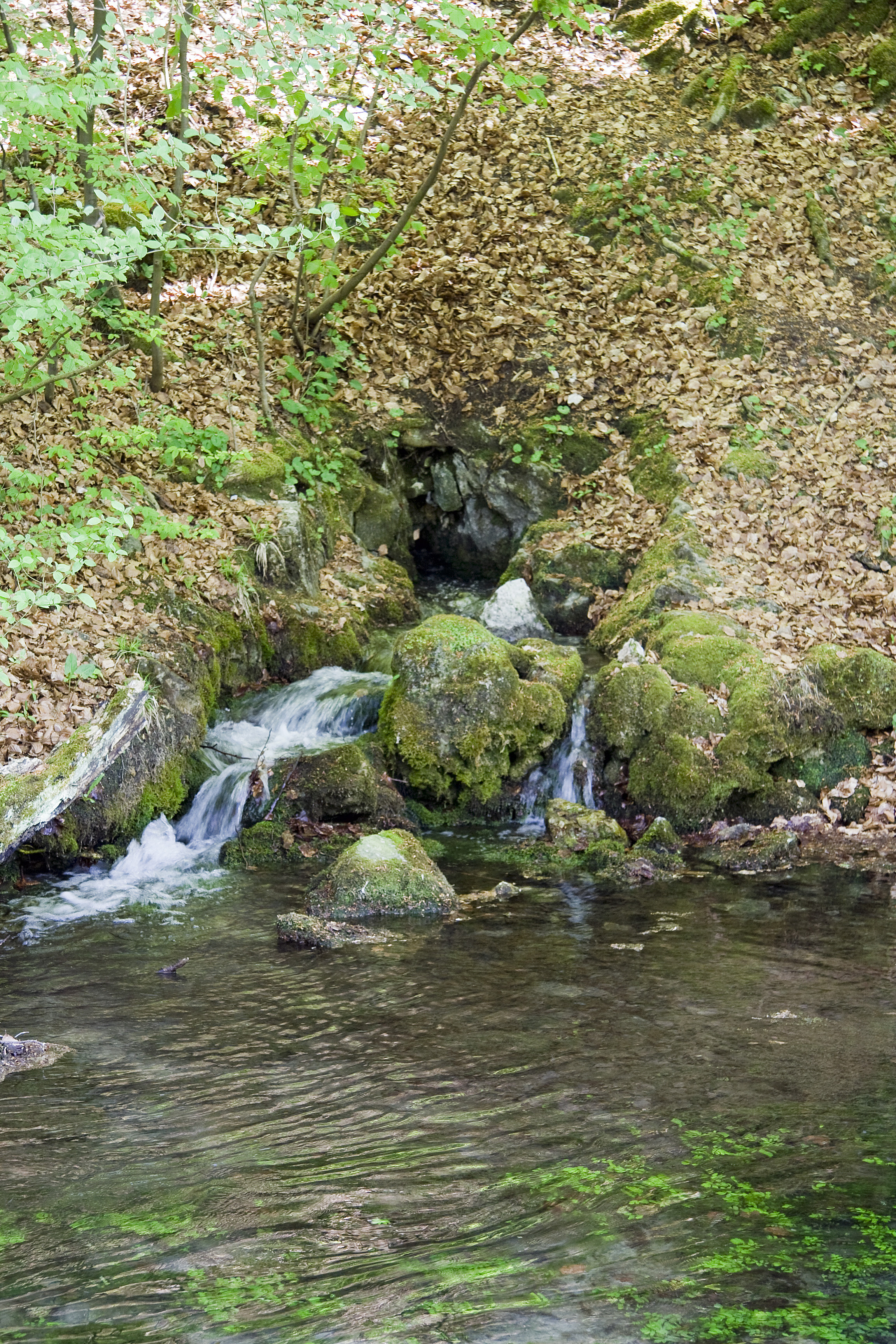
Alme-Quelle Nr. 104

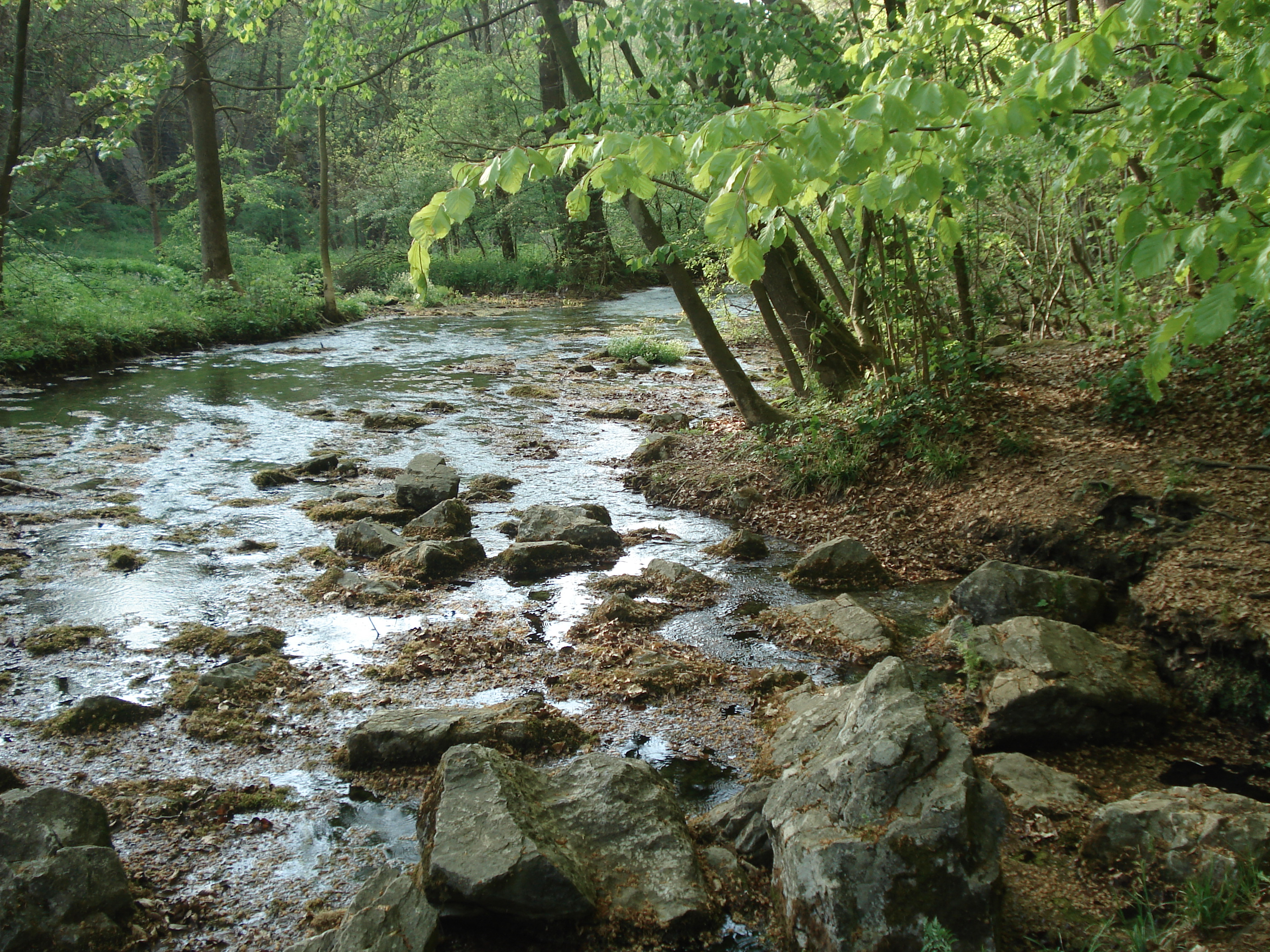
Obere Almequellen

Das Quellgebiet der Alme liegt im Hochsauerlandkreis im Norden der Briloner Höhen, bzw. am Nordrand der Briloner Hochfläche, die aus stark zerklüfteten Kalkstein mit einer Dicke von 600 bis 1400 Meter besteht. Dieser Massenkalk besteht zu 98–99 % aus reinem Kalk und ist deshalb noch klüftenreicher als z. B. der der Paderborner Hochfläche. Oberirdische Fließgewässer versickern in den Klüften und lösen den Kalk auf, wodurch im Untergrund der Hochfläche große Hohlräume entstehen. Im Briloner Dorf Alme tritt das unterirdisch fließende Wasser an der niedrigsten Stelle (320 bis 322 m ü. NHN) in Form von Überlaufquellen, an der Grenze von Massenkalk zu Schiefer wieder an die Oberfläche. Die Hauptquelle ist ein künstlich aufgestauter Karstquellteich mit einem Durchmesser von etwa 30 m und einer mittleren Schüttung von 800 l/s. Das Einzugsgebiet des Teiches beläuft sich oberirdisch auf rund 33,9 km² und unterirdisch auf ca. 71 km². Es entwässert etwa 2/3 der Briloner Hochfläche.
Die Alme weist insgesamt 104 Quellaustritte mit unterschiedlichen Wassertemperaturen auf (teilweise durch Überstauung im Quellteich versunken), die jedoch ganzjährig nahezu konstant bleiben. Kälteste Quelle ist die Quelle 1 mit 8,5 °C; die wärmste ist die Quelle 104 mit 11,3 °C. Der Gesamtabfluss aller Quellen liegt zwischen 300 und 1370 l/s, wobei die mittlere Schüttung bei etwa 800 l/s liegt.
Da die meisten Quellen durch den Quellteich "überstaut" wurden, sind nur noch sehr wenige der 104 Einzelquellen zu sehen. Wenige Einzelaustritte finden sich noch am Süd- und am Ostrand des Quellgebiets.

## Schutzausweisungen
Die Almequelle liegt im Naturschutzgebiet Tinne / Nehder Kopf, mit einer Größe von 187,20 Hektar. Das Gebiet wurde 2008 mit dem Landschaftsplan Briloner Hochfläche durch den Hochsauerlandkreis als Naturschutzgebiet (NSG) ausgewiesen. Die Almequelle gehört ebenfalls zum FFH-Gebiet Wälder und Quellen des Almetals (DE 4517-301).

### Flora
An den Quellen kann man heute neben dem Pyrenäen-Löffelkraut (Cochleria pyrenaica) unter anderem das Bittere Schaumkraut (Cardamine amara) vorfinden, welches im Frühjahr mit seinen weißen Blüten das Ufer von der Alme- und der benachbarten Moosspringquellen säumt.
Die sehr seltene Pyrenäen-Löffelkraut-Gesellschaft (Cochleario pyrenaicae-Cratoneuretum commutati), an der das Starknervmoos (Cratoneuron commutatum) auch namengebend beteiligt ist, kann man nur an Kalkquellen im nord- und mitteleuropäischen Bergland vorfinden. In Deutschland kommt das Pyrenäen-Löffelkraut nur noch im Alpenvorland, in Franken, in der Rhön, sowie im Jagsttal bei Rothenburg o. d. Tauber vereinzelt vor. Somit ist das Almer Vorkommen das mit Abstand nördlichste in Deutschland.
Außerdem wächst im Quellgebiet der Blaue Eisenhut (Aconitum napellus), der im Spätsommer in den Hochstaudenbereichen zwischen Mädesüß (Filipendula ulmaria) und dem seltenen Sumpf-Storchschnabel (Geranium palustre) durch seine tiefblauen Blüten auffällt.
Im weiteren Verlauf der Alme vom Quellbereich Richtung Schloss Alme ist die Alme von einer reichhaltigen Ufer- und Unterwasservegetation gesäumt. Hierzu zählen unter anderem Aufrechte Berle, Flutender Wasserhahnenfuß, Echte Brunnenkresse, Blauer Wasser-Ehrenpreis, Bachbunge und Wassersterne.

## Verkehr
Die Almetalbahn hatte eine Station nahe der Almequelle. Direkt an der Quelle vorbei führt außerdem die Sauerland-Waldroute. Seit einigen Jahren gibt es zudem die Sauerland Spur Quellenweg Alme, einen rund 5 Kilometer langen Rundweg, der die Almequellen erschließt. Zudem gibt es eine Vielzahl weiterer Wanderwege und einen Radweg.

## Weitere Karstquellen in der Umgebung
- Moosspring an der Kreisstraße 58 zwischen Oberalme und Nehden, nahe dem gleichnamigen Forsthaus